# Dasyhelea festiva
Dasyhelea festiva är en tvåvingeart som beskrevs av Wirth 1952. Dasyhelea festiva ingår i släktet Dasyhelea och familjen svidknott. Inga underarter finns listade i Catalogue of Life.